# 德赖堡
德赖堡是位於蘇格蘭鄧迪西部的住宅區，蘇格樂隊The View的根據地。德赖堡體育會（Dryburgh Athletic）亦是以這裡為根據地，是丹地現存最古老的男子足球會之一。